# Syzygium elegans
Espèce
Classification phylogénétique
Synonymes
- Caryophyllus elegans Brongn. & Gris  in Bull. Soc. Bot. France 12: 184 (1865)
- Jambosa elegans (Brongn. & Gris) Nied. in H.G.A.Engler & K.A.E.Prantl, Nat. Pflanzenfam. 3(7): 84 (1893)

Syzygium elegans est une espèce de plantes à fleurs de la famille des Myrtacées. C'est un arbuste endémique de Nouvelle-Calédonie.